# كلارا
كلارا هو موقع ويب من نوع قاموس سير وقاعدة بيانات على النت أنشئ في 2008، وهو متوفر باللغة الإنجليزية.

## أعلام
- شاين لوري
- بريان كوين

## وصلات خارجية
- الموقع الرسمي